# Allan W. Eckert
Allan W. Eckert (* 30. Januar 1931 in Buffalo, New York; † 7. Juli 2011 in Corona, Kalifornien) war ein US-amerikanischer Schriftsteller, der durch seine Kinder- und Jugendbücher und seine Romane Blue Jacket und Tecumseh! bekannt wurde.

## Leben
Nach dem Schulbesuch trat Eckert in die US Air Force ein und leistete dort einen vierjährigen Militärdienst. Nach Beendigung seiner aktiven Dienstzeit begann er ein Studium an der University of Dayton sowie anschließend an der Ohio State University.
1971 bot Eckerts Abenteuerroman um einen Jungen und einen Dachs, Incident At Hawk’s Hill eine klassische Tiergeschichte.
Im Laufe seiner schriftstellerischen Laufbahn verfasste er vierzig Bücher wie Blue Jacket, die in 13 Sprachen übersetzt wurden, und wurde hierfür sieben Mal für den Pulitzer-Preis für Romane nominiert. Daneben schrieb er über 150 Artikel, Essays und Kurzgeschichten sowie Drehbücher für zahlreiche Filme.
Mit dem 1993 veröffentlichten Roman A Sorrow in Our Heart. The Life of Tecumseh verfasste er eine biografische Darstellung des Lebens von Tecumseh und beschrieb darin auch weitere Charaktere wie dessen ältere Schwester Tecumapease.
Zuletzt arbeitete er an dem Roman The Infinite Dream, der als Teil der The Winning America Romanserie im Spätsommer 2011 erscheinen sollte. Ein weiteres, bereits fertiges Buch mit dem Titel The Ultimate Treasure soll 2012 veröffentlicht werden.
1985 verlieh ihm die Bowling Green State University einen Ehrendoktor (Honorary Doctor of Humane Letters), ebenso wie 1998 die Wright State University. Außerdem war er Mitglied auf Lebenszeit sowie zeitweise Trustee des Naturgeschichtlichen Museums von Dayton.

## Weitere Veröffentlichungen
in deutscher Übersetzung
- Der große Alk: Riesenvogel des Nordmeeres, (Originaltitel The great auk), 1964
- Es geschah in der Prärie (Originaltitel Incident at Hawk's Hill), 1976. ISBN 3-85264-083-0